# Lesonice (ort i Tjeckien, Vysočina)
Lesonice är en ort i Tjeckien.   Den ligger i regionen Vysočina, i den centrala delen av landet, 150 km sydost om huvudstaden Prag. Lesonice ligger 521 meter över havet och antalet invånare är 490.
Terrängen runt Lesonice är lite kuperad. Runt Lesonice är det ganska tätbefolkat, med 83 invånare per kvadratkilometer. Närmaste större samhälle är Třebíč, 15,0 km nordost om Lesonice. Trakten runt Lesonice består till största delen av jordbruksmark.